# 2-дюймовый миномёт
2-дюймовый миномёт (англ. Ordnance SBML 2-inch mortar) — британский миномёт, разработанный в конце 1930-х годов и широко применявшийся в течение Второй мировой войны и после её окончания.

## История
Двухдюймовый «средний» миномёт выпускался и активно применялся британской армией ещё в Первую мировую войну, однако та модель (как и большинство миномётов того времени) была предназначена для стрельбы надкалиберными минами.
Первая модель двухдюймового миномёта «классической» конструкции появилась в Великобритании в 1918 году, однако уже через год орудие сочли устаревшим.
К двухдюймовому калибру вернулись в 1930-х годах, когда ряд других держав принял на вооружение подобные малые миномёты. Такие орудия были достаточно лёгкими, чтобы их могли переносить и применять пехотные подразделения на уровне роты и даже взвода, и в то же время артиллерийская мина обладала существенно большей мощностью и дальностью стрельбы, чем винтовочные гранаты. Считалось, что такие миномёты простейшей конструкции серьёзно повысят огневую мощь малых подразделений пехоты, не обременяя солдат излишним весом.
Образцом для британского миномёта стала испанская 50-мм модель. В ноябре 1937 г. были готовы десять миномётов и 1600 мин к ним; по результатам испытаний миномёт был принят на вооружение под обозначением Mk II.
К 1939 году в войска было поставлено около 500 миномётов и боеприпасы к ним.

## Модификации
Миномёт выпускался во множестве вариантов:
- Mk I — изготовлен в 1918 году, в 1919 снят с вооружения;
- Mk II — модель 1938 года с большой опорной плитой; в январе 1977 года было официально объявлено о намерении снять миномёты этого типа с вооружения британской армии[1]; после выделения в 1981 году финансирования на закупку новых 51-мм миномётов было объявлено, что последние миномёты Мк.2 будут сняты с вооружения в 1984 году (после завершения перевооружения войск новыми 51-мм миномётами)[2]
- Mk II* — 1938 г., для применения с бронетранспортёров Universal Carrier;
- Mk II** — вторая версия для бронетранспортёров;
- Mk II*** — взводный миномёт с большой опорной плитой
- Mk III — модель для использования в качестве дымового гранатомёта на бронетехнике;
- Mk IV — ограниченный выпуск, в войска не поступала;
- Mk V и Mk VI не выпускались;
- Mk VII — новая версия для бронетранспортёров;
- Mk VII* — вариант для воздушно-десантных войск: укороченный до 14 дюймов ствол, облегчённая опорная плита изменённой формы;
- Mk VII** — пехотный вариант с длинным стволом, но опорная плита как у предыдущей модели;
- Mk VIIA — выпуск для Британской индийской армии;
- Mk VIII — ещё один короткоствольный вариант для ВДВ (в начале 1978 года признан устаревшим)[3]

## Конструкция
Лёгкий миномёт не нуждался в сошках, наводчик во время стрельбы просто удерживал орудие за ствол. В конструкции предусмотрен стреляющий механизм с ударником и спусковым «крючком», поскольку лёгкая мина и короткий (21 дюйм, 530 мм) ствол не позволяли вести огонь обычным для миномётов способом — самонаколом (когда мина под собственной тяжестью накалывается капсюлем на жёстко закреплённый в казённой части боёк). В 1944 г. была разработана модификация, известная как Weston, в которой был введён механизм автоматического взведения бойка, что значительно повышало скорострельность. На вооружение её, однако, не приняли из-за других недостатков (в частности, неудовлетворительной устойчивости на мягких грунтах).
Первоначально миномёт оснащался полноценным прицелом и уровнями для горизонтирования; однако в боевых условиях такие сложности оказались излишними, особенно учитывая, что миномёт применялся на ротном и взводном уровне, где обученных специалистов-миномётчиков практически не было.
Поэтому прицел был снят, а вместо него вдоль ствола была просто нарисована белая полоса. Наводчику оставалось направить эту полосу в сторону цели и удерживать ствол в таком положении, пока другой номер расчёта вёл огонь. На небольших дальностях стрельбы миномёта даже такой примитивный способ был сочтён достаточно эффективным, если только выпускалось достаточное количество мин.
Практическая скорострельность составляла до 8 выстрелов в минуту.

## Боеприпасы
Боекомплект миномёта включал следующие боеприпасы:
- осколочно-фугасная мина весом 1020 г;
- два типа дымовых мин (с белым фосфором и с тетрахлоридом титана);
- осветительная мина;
- сигнальная мина — могла снаряжаться красными и/или зелёными звёздками.

Боезапас переносился в трубообразных контейнерах по три мины в каждом. Стандартным боекомплектом считались три таких контейнера.

## Боевое применение

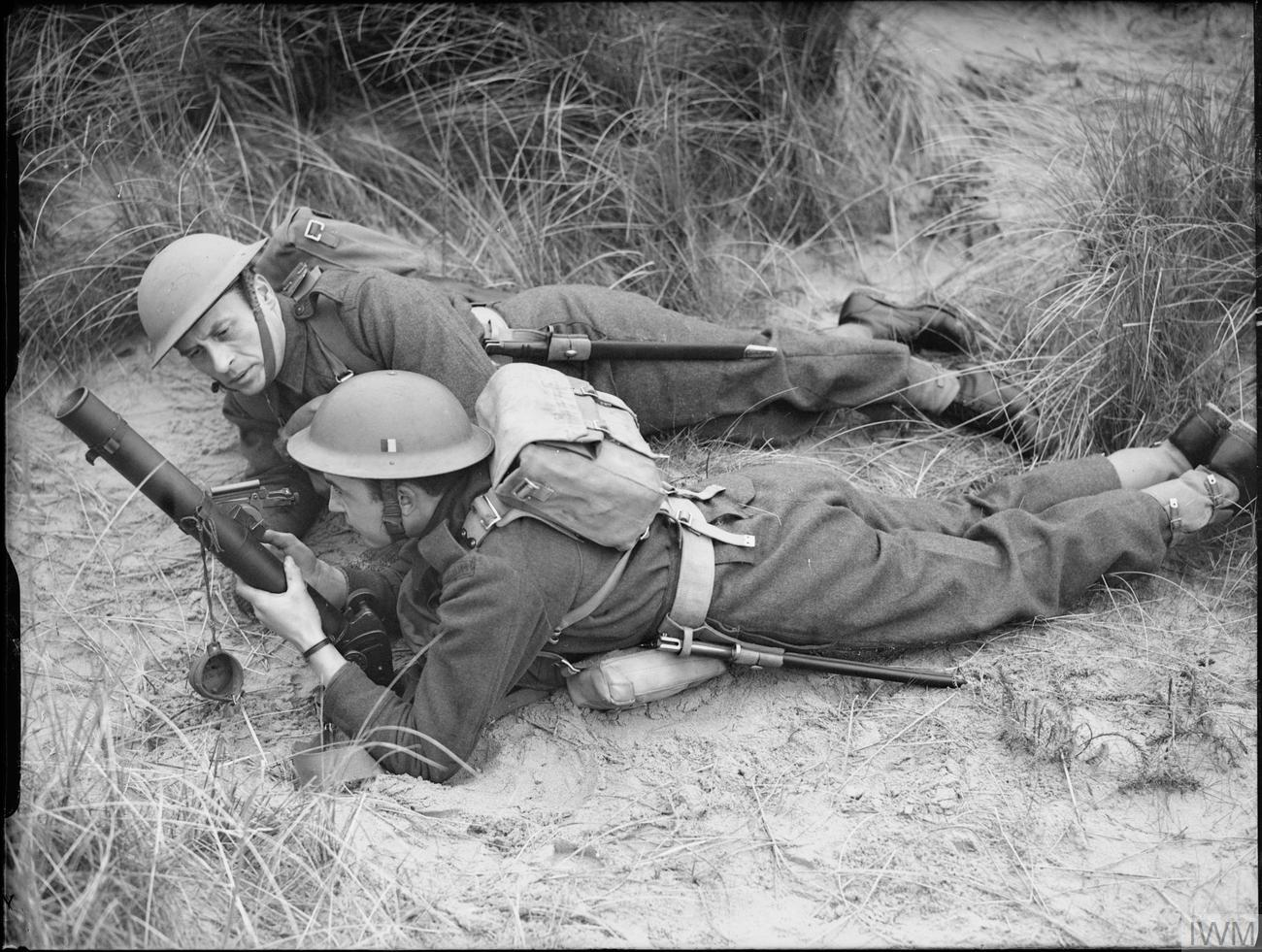
Солдаты Сил Свободной Бельгии ведут огонь из миномёта на учениях в Уэльсе, 1941 г.

По штатам, практически не менявшимся в течение войны, каждый пехотный взвод располагал одним двухдюймовым миномётом. Расчёт миномёта состоял из 2-3 человек. Непосредственно для стрельбы достаточно было двоих.
Довольно быстро выяснилось, что килограммовая мина обладает совершенно неудовлетворительным действием по цели, и может более-менее эффективно применяться лишь для беспокоящего огня и отвлечения внимания противника. С теми же проблемами столкнулись все остальные страны, имевшие на вооружение аналогичные миномёты. К концу войны осколочно-фугасные мины из боекомплекта почти исчезли.
С другой стороны, применение миномёта для постановки дымовых завес было сочтено чрезвычайно эффективным. Именно в этом качестве миномёт оставался на службе вплоть до конца 1980-х годов, когда был заменён на 51-мм лёгкий миномёт L9A1.
Индийская копия миномёта, под обозначением E1, остаётся на вооружении до сих пор.